# Valentina
A Valentina a Valentin férfinév női párja.

## Gyakorisága
Az 1990-es években igen ritka név, a 2000-es években nem szerepel a 100 leggyakoribb női név között.

## Névnapok
- július 25.[2]

## Híres Valentinák
- Valentina Chico  – olasz színésznő
- Valentina Monetta – San Marinó-i énekesnő, négyszer képviselte hazáját az Eurovíziós Dalfesztiválon
- Valentina Tronel – francia gyermekénekes, a 2020-as Junior Eurovíziós Dalfesztivál győztese
- Valentyina Tyereskova – a világ első női űrhajósa